# Fisera perplexata
Fisera perplexata är en fjärilsart som beskrevs av Walker 1860. Fisera perplexata ingår i släktet Fisera och familjen mätare. Inga underarter finns listade i Catalogue of Life.

## Bildgalleri

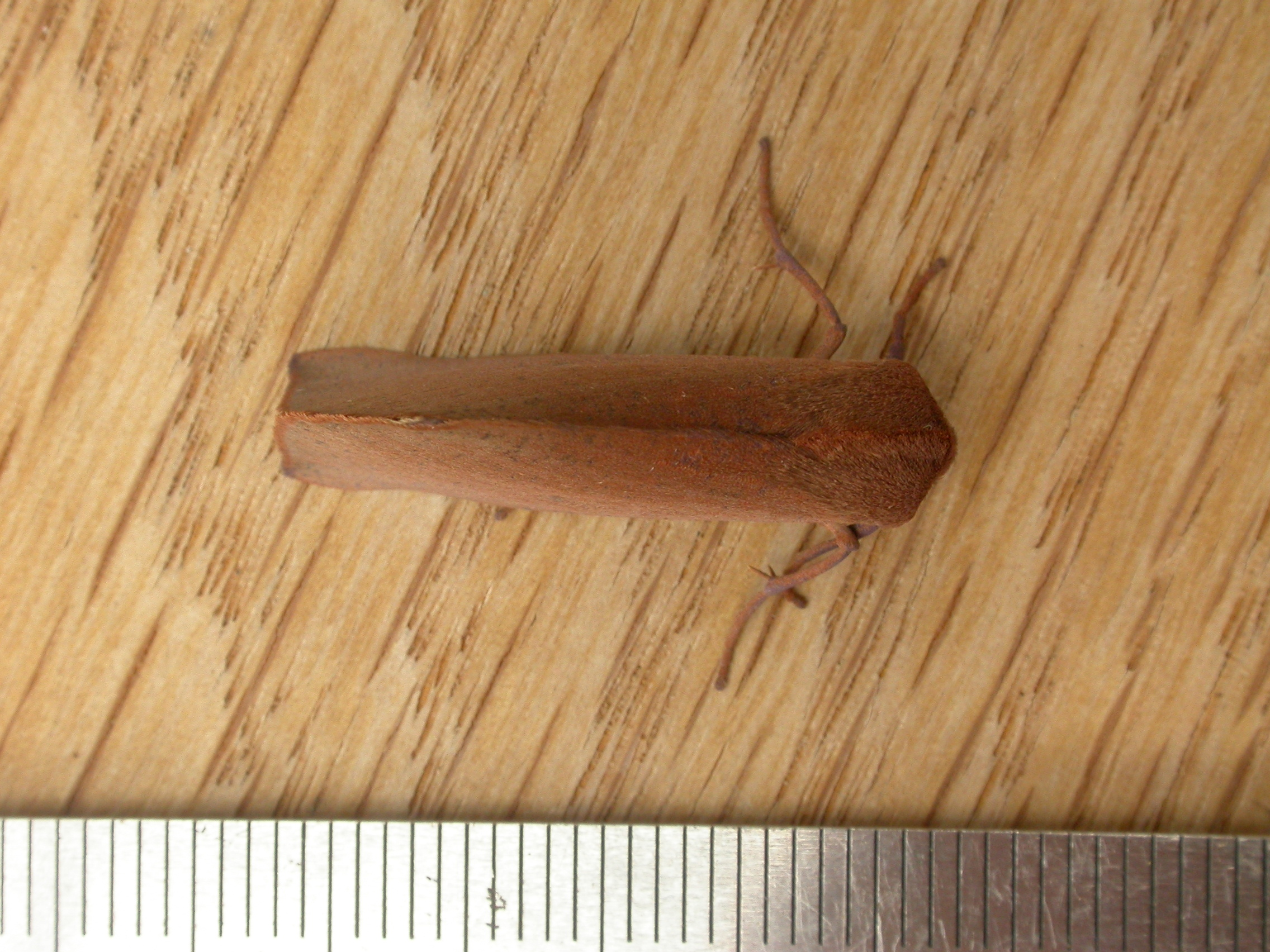